# Heiligste Dreifaltigkeit (Schwanstetten)
Die Kirche Heiligste Dreifaltigkeit im Schwanstettener Gemeindeteil Schwand ist eine römisch-katholische Filialkirche der Pfarrei Heilig Kreuz, Rednitzhembach.

## Geschichte
1953 wurde für rund 300 Katholiken die erste Dreifaltigkeitskirche gebaut und am 14. Juni 1953 durch Domkapitular Mader geweiht. Daneben wurde ein Friedhof errichtet. Ab 1. Dezember 1957 war Johann Spies Seelsorger der Kuratie Schwand. Am 28. April 1963 wurde die Kuratie Plöckendorf zur Pfarrei erhoben und Schwand und Leerstetten dieser zugeordnet. Da die Zahl der Katholiken aufgrund der Heimatvertriebenen bereits 1975 auf 1543 Katholiken gestiegen war, wurde am 25. September 1977 der Grundstein für einen Neubau gelegt und ein modernes Kirchenzentrum errichtet. Die Pläne stammten vom Architektenehepaar Adolf und Helga Schnierle aus München-Obermenzing. Am 25. Juni 1978 fand die Kirchweihe durch Bischof Alois Brems statt.

## Gestaltung
Die Außenwände der Kirche sind gemauert. Die Dachbalken führen zu einer Holzsäule in der Mitte der Kirche, in der auch der Tabernakel untergebracht ist.
In der Kirche sind Figuren der Krönung Mariens durch die Heiligste Dreifaltigkeit, der Heiligen Elisabeth, der Heiligen Katharina, der Heiligen Margareta und der Heiligen Barbara aufgestellt, die aus Kirchenauflösungen stammen. Sie wurden um 1500 hergestellt und gehören dem Diözesanmuseum in Eichstätt. Hinter dem Altar hängt ein über zwei Meter großes Kreuz. 1978 erhielt die Kirche vier Glocken.
Unmittelbar angrenzend liegt ein Friedhof.

## Orgel
Die Dreifaltigkeitskirche verfügt über eine Orgel von Orgelbau Sandtner. Sie hat 24 Register mit 1397 Zinn- und 146 Holzpfeifen, die auf zwei Manuale und Pedal verteilt sind. Das erste Manual dient als Koppelmanual. Die Einweihung fand im März 1988 statt. Der Prospekt wurde von den Architekten Adolf und Helga Schnierle entworfen. Sie ist Opus 159. Die Disposition lautet wie folgt:
| II Hauptwerk C–g3 |                |       |
| 1.                | Bourdon        | 16′   |
| 2.                | Principal      | 8′    |
| 3.                | Copel          | 8′    |
| 4.                | Viola da Gamba | 8′    |
| 5.                | Octave         | 4′    |
| 6.                | Rohrflöte      | 4′    |
| 7.                | Quinte         | 2 ⁄3′ |
| 8.                | Flageolett     | 2′    |
| 9.                | Mixtur IV      | 2′    |
| 10.               | Trompete       | 8′    |

| III Récit expressiv C–g3 |                |              |
| 11.                      | Rohrflöte      | 8′           |
| 12.                      | Salicional     | 8′           |
| 13.                      | Prestant       | 4′           |
| 14.                      | Blockflöte     | 4′           |
| 15.                      | Doublette      | 2′           |
| 16.                      | Larigot        | 1 ⁄3′        |
| 17.                      | Sesquialter II | 2 ⁄3’+1 3⁄5’ |
| 18.                      | Cimbel III     | 1′           |
| 19.                      | Dulcian        | 8′           |
|                          | Tremulant      |              |

| Pedal C–f1 |            |     |
| 20.        | Subbaß     | 16′ |
| 21.        | Octavbass  | 8′  |
| 22.        | Gedecktbaß | 8′  |
| 23.        | Choralbaß  | 4′  |
| 24.        | Fagott     | 16′ |

- Normalkoppeln: Koppelmanual auf I = III + II, II/P, III/P
- Spielhilfen: Organo-plenum, Absteller für Mixturen und Zungen